# 7姉妹州

インドの7姉妹州

7姉妹州 (7しまいしゅう、アッサム語: সাতভনী ৰাজ্য) はインド北東部のアルナーチャル・プラデーシュ州、アッサム州、メーガーラヤ州、マニプル州、ミゾラム州、ナガランド州、トリプラ州の総称である。
面積は25万5511 km²でインドの総面積の7%を占める。2011年時点で約4498万人が暮らし、インドの総人口の約3.7%を占める。
7つの州の間では民族・言語・宗教的に大きな隔たりが有るが、政治・社会・経済構造は似ている。

## 州都
| 州                             | 州都           |
| ------------------------------ | -------------- |
| アルナーチャル・プラデーシュ州 | イーターナガル |
| アッサム州                     | ディスプル     |
| マニプル州                     | インパール     |
| メガラヤ州                     | シロン         |
| ミゾラム州                     | アイゾール     |
| ナガランド州                   | コヒマ         |
| トリプラ州                     | アガルタラ     |

## 歴史
1947年にインドがイギリスから独立した時、この地域には3つの州しか無かった。マニプル州とトリプラ州は藩王国で、残りはイギリスが直接統治する今より遥かに大きいアッサム州だった。当時のアッサム州の州都は現在のメーガーラヤ州の州都のシロンであった。インド政府の民族・言語に従った州の再構成によって、独立後の数十年間でアッサム州から新しい4つの州が作られた。1963年にナガランド州、1972年にメガラヤ州が成立した。1972年にミゾラム州は連邦直轄地になり、1987年にアルナーチャル・プラデーシュ州と共に州になった。

## 民族・言語・宗教構成
インド北東部の先住民はボド族、ニシ族、ガロ族、ナガ族、ブティア族等である。
アッサム語が支配的なアッサム州やベンガル語が支配的なトリプラ州を除いた5州は、チベット・ビルマ語派やオーストロアジア語族の多数の言語を話す部族が支配的である。この地域で3番目に良く話されるマニプリ語はチベット・ビルマ語派である。アッサム州、マニプル州、アルナーチャル・プラデーシュ州、トリプラ州ではヒンドゥー教が支配的で、アッサム州には少数のイスラム教徒がいる。ナガランド州、ミゾラム州、メーガーラヤ州ではキリスト教が支配的である。

## 天然資源
7姉妹州の主要産業は茶、原油、天然ガス、絹、竹、工芸品である。深い森に覆われ雨が多い地域である。美しい野生生物保護区や茶畑、ブラマプトラ川のような激しい川がある。サイや象等の絶滅危惧種の野生生物の故郷である。部族間の緊張、反乱の拡大、中国との国境紛争等の理由により、外国人がこの地域に入る事は制限されている。これが利益を見込める観光やもてなし産業の成長を邪魔している。

## 相互依存
他国に挟まれた狭いシリグリ回廊でのみ、北東インドはインドの他の地域と繋がっているアッサム州が本土と7姉妹州を結ぶ。事実上飛地のトリプラ州は殆どバングラデシュに囲まれており、アッサム州に強く依存する。ナガランド州、メーガーラヤ州、アルナーチャル・プラデーシュ州は地域間移動の際アッサム州を経由する。マニプル州とミゾラム州は本土に行く際アッサム州のバラク谷を経由する。天然資源の必要性から相互依存が起きている。アッサム州の全ての川はアルナーチャル・プラデーシュ州やナガランド州、メーガーラヤ州西部で生まれる。マニプル州の川はナガランド州やミゾラム州で生まれ、丘陵は資源や森林資源に恵まれている。平野では石油が見つかった。平野は丘陵に治水等の重要な問題で依存している。平野の治水の為には丘陵での土壌保護や植林が必要である。丘陵は生産物を売る市場を平野に依存している。丘陵の限られた土地では足りない為、食料すら平野に依存している。目的に一体となって進む為、1971年にインド政府は北東部会議を発足した。各州を統治者や首長が代表する。北東部会議によって7姉妹州は教育施設や電気供給等を含む多くの問題にまとまって取り組めるようになった。

## 「7姉妹州」の渾名の歴史
7姉妹州という渾名は、1972年1月の州成立式典でトリプラ州の記者であるジョーティ・プラサード・サイキアがラジオ番組で初めて使った。サイキアは後に7姉妹州の相互依存や尋常性に関する本を編集し、そこで「7姉妹の土地」と名付けた。